# 국제언어대학원대학교
국제영어대학원대학교(國際英語大學院大學校, International Graduate School of English)는 대한민국 서울특별시 강동구에 있는 사립 대학원대학이며 '국제언어대학원대학교'로 교명이 변경됨.

## 연혁
2002년 5월 3일, 학교법인 혁제학원에 의하여 국제영어대학원대학교가 설립되었다. 2002년 9월 개교하였다.
2018 년 영어지도학과(TESOL), 영어교재개발학과 2개 학과에서 한영통번역학과를 개설하였다
2019년  한국어베트남어실무통번역학과 석사 과정을 세계 최초로 개설하였다
2023년 9월 1일자로 국제영어대학원대학교에서 '국제언어대학원대학교' 로 교명이 변경되었다
2023년  한국어교육 석사 전공 개설 영어교육(TESOL)전공과 복수 학위 과정 개설
2024년 한국어베트남어통번역 박사 과정을 세계 최초로 개설 하였다

## 교육편제
국제영어대학원대학교는 전문대학원 과정으로, 석사 3학과를 지원한다.